# هيرنان رودريغو لوبيز
هيرنان رودريغو لوبيز (بالإسبانية: Hernán Rodrigo López)‏ (21 يناير 1978 بمونتفيدو في الأوروغواي - ) هو مدرب ولاعب كرة قدم سابق أوروغواني في مركز الهجوم. شارك مع منتخب الأوروغواي تحت 20 سنة لكرة القدم ومنتخب الأوروغواي لكرة القدم. أما مع النوادي، فقد لعب مع أوليمبيا أسونسيون وإستوديانتيس دي لا بلاتا وبانفيلد وريفر بليت وسبورتيفو لوكوينو وسيرو بورتينيو وفيليز سارسفيلد وكولو-كولو ونادي أمريكا ونادي باتشوكا ونادي تورينو ونادي دانوبيو ونادي راسينغ مونتيفيديو ونادي كافالا ونادي ليبرتاد ونادي غواراني.

## وصلات خارجية
- هيرنان رودريغو لوبيز على موقع قاعدة بيانات كرة القدم.إي يو (الإنجليزية)
- هيرنان رودريغو لوبيز على موقع ناشيونال فوتبول تيمز (الإنجليزية)
- هيرنان رودريغو لوبيز على موقع Soccerway.com (الإنجليزية)
- هيرنان رودريغو لوبيز على موقع عالم كرة القدم.نت (الإنجليزية)
- هيرنان رودريغو لوبيز على موقع AS.com (الإسبانية)